# Meroles anchietae
Espèce
Synonymes
- Pachyrhynchus anchietae Bocage, 1867

Meroles anchietae est une espèce de sauriens de la famille des Lacertidae.

## Répartition
Cette espèce se rencontre dans le sud-ouest de l'Angola et dans l'ouest de la Namibie.

## Étymologie
Cette espèce est nommée en l'honneur de José Alberto de Oliveira Anchieta (1832-1897).

## Comportement
Ce « lézard des sables » endémique du désert du Namib présente des spécificités adaptatives écologiques. Lorsque la température dépasse les 40 °C, il exécute une « danse thermorégulatrice » qui joue un rôle protecteur contre l'hyperthermie : il « élève alternativement chacune de ses pattes et les place dans une couche d'air moins chaude que le sable, rafraîchissant ainsi le sang qui les irrigue ». Si la température de surface est trop élevée ou face à un danger, il plonge dans le sol, sa tête en forme de coin lui facilitant cette pénétration. « Pour étancher sa soif, il lèche la crête de la dune, dès que se mouille celle-ci grâce au brouillard et peut absorber jusqu'à 12 % de son poids en eau. »

## Publication originale
- Bocage, 1867 : Descriptions of two new Saurians from Mossamedes (West Africa). The Annals and magazine of natural history, ser. 3, vol. 20, p. 225-228 (intégral).